# گیورگی کویلیتایا
گیورگی کویلیتایا (گرجی: გიორგი ქვილითაია؛ زادهٔ ۱ اکتبر ۱۹۹۳) بازیکن فوتبال اهل گرجستان است.
از باشگاه‌هایی که در آن بازی کرده است می‌توان به باشگاه فوتبال دیلا گوری، باشگاه فوتبال دینامو تفلیس، باشگاه فوتبال خنت، باشگاه فوتبال دیوری ای‌تی‌او، باشگاه فوتبال راپید وین، و باشگاه فوتبال آنورتوسیس فاماگوستا اشاره کرد.
وی همچنین در تیم‌های ملی فوتبال زیر ۲۱ سال گرجستان و گرجستان بازی کرده است.